# Mesalina ercolinii
Mesalina ercolinii är en ödleart som beskrevs av  Lanza och POGGESI 1975. Mesalina ercolinii ingår i släktet Mesalina och familjen lacertider. Inga underarter finns listade i Catalogue of Life.